# Дюрация
Дюрация (англ. duration — «длительность») — в финансовой теории, средневзвешенный срок потока платежей, где весами являются дисконтированные стоимости платежей. Иногда дюрацию называют эффективным сроком (например, для облигаций — эффективным сроком до погашения). Одновременно, дюрация является показателем процентного риска — чувствительности текущей стоимости денежного потока к изменению соответствующей рыночной процентной ставки дисконтирования (в более общем случае — изменению кривой доходности). Для этих целей также используют так называемую модифицированную дюрацию (см. ниже) исходя из практического удобства расчета при использовании сложных  ставок (исходно дюрация представляет собой оценку логлинейной чувствительности к изменению непрерывной  ставки).
Дюрация измеряется в единицах времени (обычно в годах или в днях). Дюрация бескупонной облигации равна ее сроку независимо от значения рыночных ставок. Однако в общем случае дюрация может зависеть от значения рыночных ставок — чувствительность самой дюрации к рыночным ставкам называют обычно выпуклостью денежного потока. Для купонных облигаций с фиксированным купоном — дюрация меньше срока погашения и зависит как от купонной и от рыночной ставок — чем они больше, тем меньше дюрация облигации. Чем больше срок погашения, тем больше дюрация (но зависимость нелинейная — по мере роста срока облигации скорость роста дюрации замедляется). Дюрация облигации с плавающим купоном (без спредов, потенциально без кредитных рисков, с фиксингом ставки в начале купонного периода и выплатой в конце, совпадением срочности ставки с купонным периодом и т. д.) равна сроку до даты погашения текущего купона. Наличие дополнительных факторов (кредитный риск, фиксированные спреды, сдвиги фиксингов и прочие факторы) приводят к более сложному расчету дюрации в этих случаях.
Для классических инструментов с положительными денежными потоками дюрация положительна, но если по финансовому инструменту могут быть отрицательные платежи, то дюрация может быть и отрицательной.
Понятие дюрации ввёл в научный оборот канадский экономист Фредерик Маколей (англ. Frederick Robertson Macaulay). Поэтому дюрацию (немодифицированную) часто называют также дюрацией Маколея.
Классическая дюрация (в том числе модифицированная) основаны на «плоской» кривой (единой ставке дисконтирования независимо от срока). Однако, иногда используют также дюрацию, рассчитанную с учетом формы кривой — для каждого платежа используется своя ставка дисконтирования, соответствующая ее сроку по кривой доходности. Также в качестве меры процентного риска используют также не саму дюрацию, а ее денежное выражение (то есть дюрацию умноженную на стоимость денежного потока) — для непосредственного определения изменения стоимости в денежном выражении (соответствующий показатель обозначают как DV01, BPV или иначе — они отражают денежное изменение стоимости потока при изменении кривой на 1 базисный пункт). В таком случае возможно «векторное» рассмотрение чувствительности, что позволяет оценить возможное изменение стоимости денежного потока при непараллельных сдвигах кривой.

## Определение, формула расчета и интерпретации

### Дюрация — средневзвешенный срок
Дюрация для безопционных облигаций рассчитывается по формуле средневзвешенной следующим образом:
{\displaystyle D={\overline {T}}={\frac {\sum _{i}\ PV_{i}\cdot t_{i}}{\sum _{i}PV_{i}}}={\frac {\sum _{i}{\frac {CF_{i}}{(1+r)^{t_{i}}}}\cdot t_{i}}{\sum _{i}{\frac {CF_{i}}{(1+r)^{t_{i}}}}}}}
или
{\displaystyle D={\overline {T}}={\frac {\sum _{i}{CF_{i}}\cdot {e}^{-{r_{c}}{t_{i}}}\cdot t_{i}}{\sum _{i}{CF_{i}}\cdot {e}^{-{r_{c}}{t_{i}}}}},}
где:
{\displaystyle CF_{i}} — {\displaystyle i}-й платёж;
{\displaystyle r} — ставка дисконтирования, доходность альтернативного вложения за единицу времени (год, квартал и т. д.);
{\displaystyle r_{c}} — ставка дисконтирования при непрерывном начислении процентов;
{\displaystyle PV_{i}} — дисконтированная стоимость i-го платежа;
{\displaystyle t_{i}} — момент времени i-го платежа;
В знаменателе этой формулы находится оценка текущей стоимости денежного потока при данной ставке дисконтирования. Если денежный поток порождается финансовым инструментом, имеющим рыночную (или иную) оценку {\displaystyle P} текущей цены, то в качестве ставки дисконтирования в данном случае используют собственную внутреннюю доходность этого инструмента (для облигаций — доходность к погашению). Эта ставка определяется из равенства
{\displaystyle P=PV(r)=\sum _{i}{\frac {CF_{i}}{(1+r)^{t_{i}}}}.}
Предполагается, что рынок эффективно определяет необходимую ставку дисконтирования и отражает требуемую доходность инструментов с аналогичным уровнем рисков.
Необходимо отметить, что здесь под ценой инструмента (например, облигации) понимается т. н. «грязная» цена — то есть цена облигации плюс накопленный купонный доход.

### Дюрация — мера процентного риска
Если рассматривать дисконтированную стоимость денежного потока как функцию процентной ставки, то можно показать, что дюрация денежного потока равна взятой с обратным знаком эластичности (логарифмической производной) дисконтированной стоимости денежного потока по процентной ставке (или, что то же самое, по {\displaystyle 1+r}), то есть
{\displaystyle D=-{\frac {d\ln PV}{d\ln(1+r)}}=-{\frac {dPV/PV}{d(1+r)/(1+r)}}=-{\frac {1+r}{PV}}{\frac {dPV}{dr}}.}
Следовательно,
{\displaystyle dPV/PV=-Dd\ln(1+r)=-Ddr/(1+r).}
При малых изменениях ставок дифференциалы можно заменить просто изменениями:
{\displaystyle \delta PV=\Delta PV/PV\approx =-D\delta r=-D\Delta r/(1+r).}
Таким образом дюрация позволяет упрощенно оценить степень зависимости рыночной цены инструмента от изменения процентной ставки. Чем больше дюрация инструмента, тем значительнее изменения её рыночной стоимости при изменении процентных ставок, то есть тем выше процентный риск.

#### Модифицированная дюрация
Если в приведенном выше приближенном равенстве использовать так называемую модифицированную дюрацию, равную
{\displaystyle MD=-{\frac {d\ln PV}{dr}}=D/(1+r),}
оценка чувствительности к изменению процентной ставки упрощается:
{\displaystyle \delta PV\approx -MD\cdot \Delta r.}

#### Замечание
При оценке возможного изменения текущей стоимости денежного потока с помощью (модифицированной) дюрации следует учесть приблизительный характер этой оценки. Причём кроме количественной неточности имеется также качественное различие между истинной зависимостью и линеаризированной с помощью дюрации или модифицированной дюрации: одинаковые положительные и отрицательные изменения процентной ставки одинаково по абсолютной величине влияют на изменение цены. В реальности это не так — цена асимметрично изменяется при увеличении и снижении ставок, а именно снижение ставки приводит к большему росту цены, чем снижение цены при повышении ставки на ту же абсолютную величину. С целью уточнения (как количественного, так и качественного) наряду с дюрацией используют также так называемую выпуклость денежного потока, представляющую собой поправку второго порядка. Эта поправка к изменению цены зависит от квадрата изменения ставки (то есть не зависит от знака), поэтому при росте ставок она уменьшает степень снижения цены, предсказываемую дюрацией, а при снижении ставки — увеличивает рост, оцененный по дюрации. Тем самым учитывается и асимметричность и оценка уточняется количественно.
Другой вариант более точной оценки основан на том, что качественная неточность связана не только (и не столько) с линеаризацией, но и с заменой изменений логарифмов на обычные темпы прироста. Если использовать сами логарифмы, то оценки качественно будут более адекватны истинной зависимости (хотя количественная неточность будет также иметь место):
{\displaystyle \Delta \ln PV=-D\Delta \ln(1+r).}
Из этого соотношения выводится следующая более истинная примерная зависимость изменения текущей стоимости:
{\displaystyle \delta PV\approx (1+\Delta r/(1+r))^{-D}-1.}
В этой зависимости асимметричность естественно учтена (такой способ расчета более точный, но несколько менее удобен из-за нелинейности зависимости).

### Дополнительная интерпретация
Учитывая последнее вышеприведенное приближенное равенство можно дать дюрации ещё одну интерпретацию. Рассмотрим как примерно изменится текущая стоимость потока, если ставка процента уменьшится до нуля ({\displaystyle \Delta r=0-r=-r}):
{\displaystyle \delta PV\approx (1+(-r)/(1+r))^{-D}-1=(1+r)^{D}-1.}
Следовательно
{\displaystyle P(0)\approx P(r)(1+r)^{D}.}
Очевидно, что {\displaystyle P(0)=\sum _{i}CF_{i}} — суммарная величина денежного потока. Таким образом, дюрацию (при данной ставке) можно интерпретировать также как примерный срок, на который нужно вложить сумму {\displaystyle P(r)} под ставку {\displaystyle r}, чтобы в конце этого срока получить сумму равную суммарной величине денежного потока. Эта интерпретация тем точнее, чем меньше ставка.

## Дюрация некоторых потоков платежей

### Дюрация аннуитета
Можно показать, что дюрация аннуитета, ограниченного сроком T, равна следующей величине:
{\displaystyle D={\frac {1+r}{r}}-{\frac {T}{(1+r)^{T}-1}}.}
Модифицированную дюрацию можно получить разделением на {\displaystyle 1+r}.
Здесь в формуле подразумевается эффективная ставка за интервал аннуитета и срок и дюрацию также в интервалах аннуитета. Если использовать годовую эффективную ставку, то для дюрации в годах формула будет такой
{\displaystyle D=t\times {\frac {(1+r)^{t}}{(1+r)^{t}-1}}-{\frac {T}{(1+r)^{T}-1}},}
где {\displaystyle t} — длительность интервала аннуитета в годах (доля года), {\displaystyle T} — срок аннуитета в годах, {\displaystyle r} — годовая эффективная ставка. При t = 1 получаем прежнюю формулу.
Для вечного аннуитета формулу дюрации можно определить как предел приведенной формулы при {\displaystyle T\rightarrow \infty } (второе слагаемое в этом случае будет стремиться к нулю). Можно также вывести формулу непосредственно. Приведенная стоимость вечного аннуитета равна {\displaystyle PV=A/r}. Воспользуемся формулой через производную. Производная этой функции по {\displaystyle r}, очевидно равна {\displaystyle -A/r^{2}}. Умножая эту величину на {\displaystyle (1+r)} и разделив на {\displaystyle PV}, получим окончательно формулу дюрации:
{\displaystyle D=(1+r)/r.}
Модифицированная дюрация, очевидно равна в этом случае {\displaystyle MD=1/r}.

### Дюрация облигации
Дюрация облигации также называется дюрацией Маколея по имени предложившего её формулу экономиста.
Для бескупонной облигации номиналом {\displaystyle N} со сроком погашения {\displaystyle t} текущая стоимость равна
{\displaystyle PV=N/(1+r)^{t}.}
Она же совпадает с дисконтированной стоимостью единственного платежа, поэтому её дюрация просто равна сроку облигации:
{\displaystyle D=t.}
В случае купонной облигации с фиксированными купонами денежный поток состоит из купонных платежей и погашения номинала. При этом погашение номинала может быть частями (амортизация) и купонная ставка может, вообще говоря, изменяться в течение срока обращения облигации. Если величину купонов обозначить {\displaystyle C_{i}}, а погашения номинала {\displaystyle N_{j}}, то получится формула Маколея для дюрации облигации:
{\displaystyle D={\frac {\sum _{i=1}^{m}{\frac {C_{i}}{(1+r)^{t_{i}}}}t_{i}+\sum _{j=1}^{k}{\frac {N_{j}}{(1+r)^{t_{j}}}}t_{j}}{P}},}
где {\displaystyle P} — «грязная» (с накопленным купонным доходом) цена облигации (предполагается что в качестве {\displaystyle r} используется доходность к погашению облигации, поэтому {\displaystyle PV(r)=P}).
Формула будет иметь точно такой же вид, если вместо величины купонов {\displaystyle C_{i}} использовать соответствующие купонные ставки, вместо сумм погашений номинала {\displaystyle N_{j}} — доли погашений номинала, а вместо цены облигации в денежном выражении {\displaystyle P} использовать стандартную цену в процентах (долях) от номинала.
При прочих равных условиях, чем больше срок погашения и (или) ниже купонная ставка и (или) ниже доходность к погашению, тем больше дюрация облигации. При прочих равных условиях чем чаще выплачивается купон, тем меньше дюрация.
В простейшем случае постоянной купонной ставки и единовременного погашения номинала в конце срока для расчета дюрации можно использовать встроенную в Microsoft Office Excel 2007 функцию ДЛИТ.

## Пример
Пусть дана купонная облигация номиналом 1000 рублей с остаточным сроком погашения 2 года и 3 месяца. Погашение облигации единовременное в конце срока. Купонная доходность — 12 % годовых. Частота выплаты купона — 4 раза в год (то есть размер купона — 30 рублей). Предполагается, что первый купон ожидается также через 3 месяца. Текущая рыночная цена облигации — 1035,85 рублей.
Денежный поток от облигации (поквартально) будет иметь вид (30,30,30,30,30,30,30,1030). В первую очередь, с помощью встроенной в Excel функции ВСД можно определить доходность к погашению — примерно 2,5 % в квартал. В годовом исчислении это около 10,38 % (с учётом сложных процентов), однако в данном случае это не имеет значения. Дюрация будет равна
{\displaystyle {\begin{aligned}D={\frac {1}{1035.85}}(&1\cdot 30/1{,}025^{1}+2\cdot 30/1{,}025^{2}+3\cdot 30/1{,}025^{3}+4\cdot 30/1{,}025^{4}+\\&+5\cdot 30/1{,}025^{5}+6\cdot 30/1{,}025^{6}+7\cdot 30/1{,}025^{7}+8\cdot 1030/1{,}025^{8})\approx \end{aligned}}}
{\displaystyle \quad \approx (29{,}27+57{,}11+83{,}57+108{,}71+132{,}58+155{,}2+176{,}67+6762{,}95)/1035{,}85\approx }
{\displaystyle \quad \approx 7506{,}1/1035{,}85\approx 7{,}246,}
то есть примерно 7,25 кварталов, или 1,81 лет (примерно 1 год и 10 месяцев), или 661 день.
С помощью дюрации в годах можно оценить, на сколько процентов изменится цена облигации при изменении доходности, например, на 1 % годовых. Для этого оценим модифицированную дюрацию: 1,81/1,035 = 1,74. Следовательно, процент изменения цены составит 1,74 %. Это примерно соответствует цене 1053,87 рублей при снижении ставок и 1017,82 руб. при повышении ставок. Более точную оценку чувствительности стоимости облигации можно получить при дополнительном использовании выпуклости денежного потока.